# Kissing til i die
Kissing til i die(キッシング・ティル・アイ・ダイ)は真中潤の1枚目のシングル。

## 内容
メジャーデビューシングル及び、テレビ朝日系アニメ『蒼天の拳』第2期エンディグテーマ。当楽曲の由来は、真中曰く、「このアニメを見て、『究極の愛』という言葉が頭に浮かんだので、象徴的なタイトルにしようと思い、ずっと考えているうちにこのようなタイトルになった」とのこと。

## 批評
CDジャーナルは「ワイルドなヴォーカルで自分の世界をハードに表現する、存在感のある正統派ロック・アーティストの誕生」と評した。

## 収録曲
1. Kissing til i die
作詞:真中潤 作曲:後藤康二 編曲:大島こうすけ
2. GOLD RUSH
作詞:真中潤 作曲･編曲:Hiya & Katsuma
3. UNITY(another ver.)
作詞:真中潤 作曲:Hiya & Katsuma 編曲:ZAIN PRODUCTS
4. Kissing til i die(inst.)

## 参加ミュージシャン
- 後藤康二 - ギター
- 大島こうすけ - キーボード
- 黒瀬蛙一 - ドラム